# Stade Central-Academia Gheorghe Hagi
Le stade central de l'Académie de football Gheorghe Hagi est un stade de football situé au sein du complexe sportif Academia Gheorghe Hagi, à Ovidiu, dans le Județ de Constanța, et sert de terrain au club Farul Constanța. Jusqu'en juin 2021, le stade s'appelait Viitorul. Il a une capacité de 4 545 places.

## Événements
| Matches internationaux de football | Matches internationaux de football     | Matches internationaux de football | Matches internationaux de football | Matches internationaux de football | Matches internationaux de football |
| Date                               | Compétition                            | À la maison                        | À l'extérieur                      | Score                              | Affluence                          |
| ---------------------------------- | -------------------------------------- | ---------------------------------- | ---------------------------------- | ---------------------------------- | ---------------------------------- |
| 5 septembre 2017                   | Éliminatoires de l'UEFA Euro U-21 2019 | Roumanie                           | Suisse                             | 1 - 1                              | 1.621                              |
| 10 novembre 2017                   | Éliminatoires de l'UEFA Euro U-21 2019 | Roumanie                           | Portugal                           | 1 - 1                              | 2.553                              |